# Berkey (Ohio)
Berkey es una villa ubicada en el condado de Lucas, en el estado estadounidense de Ohio. En el Censo de 2010 tenía una población de 237 habitantes y una densidad de 21,91 personas por km².

## Geografía
Berkey se encuentra ubicada en las coordenadas 41°42′30″N 83°50′18″O / 41.70833, -83.83833. Según la Oficina del Censo de los Estados Unidos, Berkey tiene una superficie total de 10.82 km², toda ella tierra firme.

## Demografía
Según el censo de 2010, había 237 personas residiendo en Berkey. La densidad de población era de 21,91 hab./km². De los 237 habitantes, Berkey estaba compuesto por el 99.16% blancos y el 0.84% eran asiáticos. Del total de la población, el 1.27% eran hispanos o latinos de cualquier raza.